# Castelul Sforza

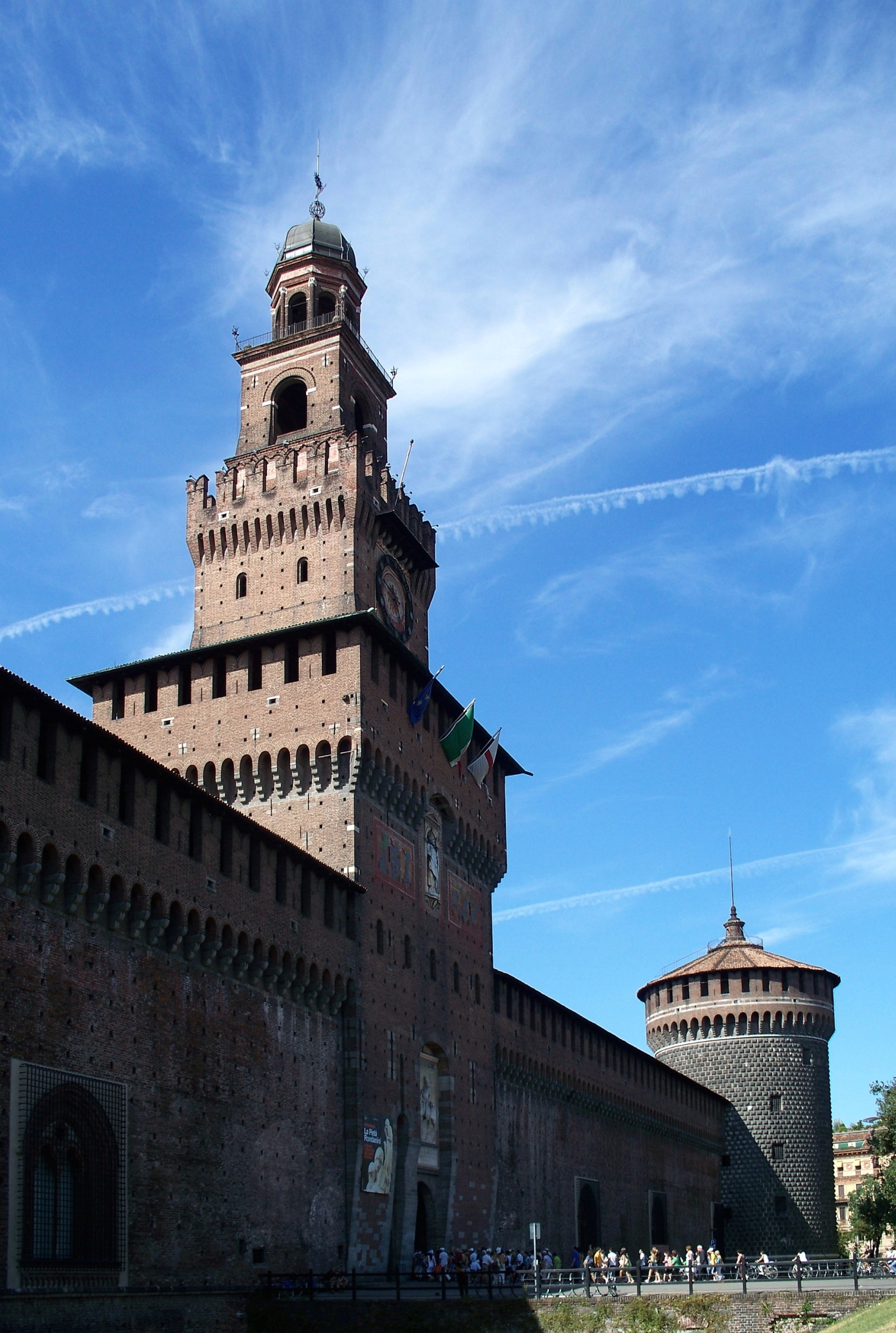
Fațada Castelului Sforzesco

Castelul Sforzesco (în italiană: Castello Sforzesco; în engleză: Sforza Castle) este un castel din Milano, Italia, care a folosit ca reședință Ducilor de Milano. Acum este una dintre cele mai mari cetăți din Europa.